# Oslerus osleri
Oslerus osleri (Syn. Filaroides osleri) ist ein in den Luftwegen bei Hunden parasitierender Fadenwurm. Er wird auch als Hundelungenwurm bezeichnet. Er kommt weltweit vor, mit Ausnahme der Antarktis. Der Parasit wurde 1877 erstmals von Sir William Osler bei Hunden in Montreal nachgewiesen, die Erstbeschreibung und Benennung stammt von Thomas Spencer Cobbold.
Männliche O. osleri werden etwa 6–7 mm groß, weibliche 10 bis 13 mm. Die Eier messen 80–120 × 60–70 µm, die Larve L1 ist etwa 250 µm lang. Die Parasiten siedeln sich in 2 bis 20 mm großen, pink bis gräulich gefärbten derben Knoten in den Bronchien und der Luftröhre an, meist in der Nähe der Luftröhrengabel. O. osleri hat keinen Zwischenwirt, die Ansteckung der Welpen erfolgt durch das Belecken durch infizierte Hündinnen, die die infektiöse Larve 1 im Speichel ausscheiden.